# Varennes-Vauzelles
 Varennes-Vauzelles  es una población y comuna francesa, situada en la región de Borgoña, departamento de Nièvre, en el distrito de Nevers y cantón de Guérigny.

## Demografía
| 6363 | 8025 | 8552 | 10 071 | 10 602 | 10 211 |
| Para los censos de 1962 a 1999 la población legal corresponde a la población sin duplicidades (Fuente: INSEE [Consultar]) |      |      |        |        |        |